# Кривична кроника
Кривична кроника : лист за криминалистику је српски часопис који је излазио у Београду током 1902. године. Изашло је 69 бројева и после тога се угасио.

## О часопису
Часопис је излазио током 1902. године, али је исте године и угашен. Изашло је 69 бројева. Први број је изашао 10. јануара у четвртак.

### Периодичност
Излазио је три пута недељно: недељом, средом и петком.

### Тематика
Различити кривични поступци у земљи и иностранству су заступљени у часопису. Пише се и о романима везаним за криминалистику (Лажан сведок, роман Жила Лермина). Огласи су невезани за тематику бројева Кронике.

## Уредници
На насловној страни часописа пише да уређује Уређивачки одбор, а одговорни уредник је Михајло Пантић.

## Занимљивости
- | „ | Беч, 14. јануар. Јуче у сред бела дана напао је непознати зликовац на старинара Кислера у његовој сопственој радњи. Кислер је тешко повређен, а радња му је похарана. За непознатим и дрским разбојником живо се трага. Овај догађај изазвао је живо запрепашћење. | ” |

## Рубрике
- Белешке са стране  и из Србије
- Огласи

## Галерија
- Насловна страна броја 1
- Чланак Тајна полиција у првом броју, 1902.
- Насловна страна последњег броја 69, 1902.
- Тереза Ракен од Емила Золе, чланак у 69. броју, 1902.
- Огласи, број 69, 1902.